# جانلوکا گالاسی
جانلوکا گالاسی (ایتالیایی: Gianluca Galassi؛ زادهٔ ۲۴ ژوئیهٔ ۱۹۹۷) بازیکن والیبال اهل ایتالیا است.  وی در بازی‌های المپیک تابستانی ۲۰۲۰ شرکت کرده‌است.